# Marie-Pierre Vieu
Marie-Pierre Vieu, née le 1er février 1967 à Tarbes (Hautes-Pyrénées) , est une femme politique française.
Membre du Parti communiste français (PCF), elle est conseillère régionale de Midi-Pyrénées de 2004 à 2015, députée européenne, élue dans la circonscription Sud-Ouest, de 2017 à 2019. Elle se consacre ensuite à l'édition et au journalisme.

## Biographie

### Origines et formation
Marie-Pierre Vieu est issue d'une famille de cheminots, de tradition communiste et syndicaliste. Après les classes d'hypokhâgne et khâgne au lycée Saint-Sernin à Toulouse et avoir étudié à l'université Toulouse le Mirail, elle suit un troisième cycle à l'université Paris-Nanterre, où elle obtient un DEA de lettres.

### Profession
À partir de 2008, elle dirige la maison d'édition et d'initiatives Arcane 17 (d). Elle y publie des romans et des essais. Depuis 2021, elle est aussi journaliste indépendante.

### Activités militantes
Elle adhère au Parti communiste français (PCF) à 19 ans et est la présidente nationale de l'Union nationale des étudiants de France dite Solidarité étudiante (UNEF-SE) de 1994 à 1997. Elle entre ensuite à la direction du PCF à l'issue du 30e congrès en 2000. En 2020, elle décide de se consacrer à l'écriture et l'édition..

### Parcours politique
Marie-Pierre Vieu est conseillère municipale d'opposition à Tarbes de 2008 à 2020 et conseillère régionale de Midi-Pyrénées de 2004 à 2015.
Lors des élections législatives de 2007, elle rassemble 8,01 % des suffrages au premier tour dans la 3e circonscription des Hautes-Pyrénées. De nouveau candidate en 2012, elle remporte cette fois 12,63 %. En 2017, elle ne rassemble plus que 4,81 % des voix.
Le 19 juin 2017, Marie-Pierre Vieu devient députée européenne, étant la suivante de liste de Jean-Luc Mélenchon, lequel quitte le Parlement européen après son élection à l'Assemblée nationale dans la 4e circonscription des Bouches-du-Rhône,. Ce dernier aurait cependant préféré Manuel Bompard comme successeur.
Au Parlement européen, elle est membre suppléante de la commission des budgets et de la délégation pour les relations avec les pays de la Communauté andine. Le 23 octobre 2017, elle intègre la commission des transports et du tourisme. Elle est également membre de la délégation à l'Assemblée parlementaire euro-latino-américaine et vice-présidente de l'Intergroupe Services Publics. Elle est à l'origine d'un audit sur les effets des directives de libéralisation sur le transport ferroviaire, l’électricité et les activités postales, réalisé sous la direction du chercheur Pierre Bauby.
Après le référendum du 1er octobre 2017, elle s'implique dans la plateforme d'eurodéputés mobilisés pour l'UE, s'engage pour une reprise de dialogue entre Madrid et Barcelone, puis milite activement pour la libération des prisonniers politiques catalans. 
En 4e position sur la liste « Pour l'Europe des gens, contre l'Europe de l'argent » conduite par Ian Brossat aux élections européennes de 2019, elle n'est pas reconduite, la liste n'ayant aucun élu. Elle annonce sa volonté de mettre de côté l'engagement partisan.

## Ouvrages
- Avec Christian Picquet et Sylvia Zappi, Le Trostsko et la Coco : entretiens par Sylvia Zappi, Paris, Arcane 17, coll. « Écrits politiques : reconstruisons la gauche » (no 1), 2010, 131 p. (ISBN 978-2-918721-04-8).
- Pour une gauche décomplexée : lettre ouverte à Éric, Sandrine, Jordi, Maryse, Julien, Jeff et tous les artisans du Front de gauche, Paris, Arcane 17, coll. « Franc-tireur », 2012, 88 p. (ISBN 978-2-918721-21-5).
- Mortelles primaires, Paris, Arcane 17, coll. « Nouvelles noires », 2016, 280 p. (ISBN 9782918721567)
- Sous les pavés, la rage, Paris, Arcane 17, coll. « Nouvelles noires », 2018, 251 p. (ISBN 9782918721710)
- Bruxelles ne répond plus, Paris, Arcane 17, 2018, 103 p. (ISBN 978-2-918721-74-1)
- Catalans, Paris, Arcane 17, coll. « Nouvelles noires », 2019, 180 p. (ISBN 9782918721796)